# Ахмед Рамі
Ахмед Рамі (арабською мовою: أحمد رامي) (народ. 12 грудня 1946) — шведський письменник марокканського походження, ревізіоніст Голокосту. Став відомий як засновник радіостанції Радіо Іслам, що зараз працює як вебсайт Радіо Іслам. Громадянин Швеції.

## Біографія
Рамі народився в Тафрауті, Марокко, де він був армійським офіцером. Він запросив і отримав політичний притулок у Швеції у вересні 1973 році, після заяви про свою участь у невдалому державному перевороті проти короля Хасана II у серпні 1972 року.
У 1987 році Ахмед Рамі почав виступати на шведській радіостанції в передачі «Радіо Іслам» в програмі для зв'язків з мусульманським населенням Швеції. В передачах Ахмед Рамі заявляв, що «для єврея вбивство неєврея є міцвою, тобто заповіддю на славу Бога. Ще більшою міцвою є вбивство неєврейської дитини, тому що таким чином усувається майбутній ворог». Передачі «Радіо Іслам» по шведському радіо тривали більше двох років, перш ніж канцлер юстиції Ханс Старк за матеріалами, надісланими йому Шведським комітетом проти антисемітизму, порушив у відділі у справах про свободу друку Стокгольмського міського суду справу за звинуваченням Ахмеда Рамі в розпалюванні ненависті проти групи населення відповідно до закону, прийнятому в 1948 р. У листопаді 1989 р. на процесі, що тривав майже три місяці, Ахмед Рамі був визнаний винним і засуджений до 6-ти місяців тюремного ув'язнення; в жовтні 1990 р. Верховний суд Швеції відхилив касаційну скаргу Рамі і підтвердив вирок. Ліцензія на право мовлення «Радіо Іслам» була скасована на рік. У вересні-жовтні 1992 р. в Стокгольмському міському суді відбувся третій процес проти «Радіо Іслам». Давид Янсон, що офіційно числився відповідальним редактором передач, був засуджений до чотирьох місяців в'язниці.
Процес Рамі став початком бурхливих публічних дебатів. Рамі отримав підтримку з боку деяких шведських інтелектуалів. Одним зі свідків захисту на процесі був професор історії релігій з Уппсаальського університету Ян Бергман, який був запрошений захистом як експерт в області юдаїзму для встановлення, чи є теологічні підстави для заяви Ахмеда Рамі. Під час суду у 1989 році Ян Бергманн дав свідчення на захист Ахмеда Рамі і стверджував, що в євреїв дійсно існує релігійний обов'язок вбивати язичників, заявивши, серед іншого, що вбивство неєврея є міцвою в юдаїзмі, і що ця міцва широко застосовується сьогодні з посиланням на галахічні закони і служить основою поводження ізраїльської армії з арабським цивільним населенням.
У 1991 році у Мюнхен він був учасником з'їзду ревізіоністів «Істина звільнить вас», у Великій Британії він брав участь в організованому Девідом Ірвінгом форумі ревізіоністів.
У травні 1993 р. Ахмед Рамі разом з групою помічників, що складалася, більшою частиною, з природжених шведів, але також іммігрантів-мусульман, надруковав тиражем 400.000 примірників листівку і поширив її всією Швецією. У шведських школах кожен учень має свій ящик, тому Рамі з помічниками подбали про те, щоб майже кожен шведський школяр виявив примірник цієї листівки у своєму ящику. Критика дій Рамі в деяких ЗМІ призвела до збільшення числа додаткових замовлень на листівку. Вимога почати судове переслідування Рамі і його співробітників відразу ж відкинуло Міністерство юстиції, яке заявило, що не можна фіксувати історію з допомогою кримінального кодексу .
В січні 2002 року Рамі виступив з доповіддю «Вплив сіонізму в Західній Європі» доповідача на організований Олегом Платоновим Міжнародній конференції з глобальних проблем всесвітньої історії в Москві.
У грудні 2003 у Віші він узяв участь у установчих зборах «Асоціації з реабілітації жертв переслідувань за заперечення Голокосту».
Рамі був оштрафований шведським судом в жовтні 2000 року за «підривну діяльність».
Останні розслідування проти Рамі закінчилися 2004 року, коли Шведська прокуратура не змогла довести, що Рамі був відповідальний за зміст сайту Радіо Іслам.

## Виноски
1. 1 2 3 4  Швеция и евреи. Часть 2. Архів оригіналу за 4 листопада 2008. Процитовано 21 вересня 2010.
2. ↑  See, e.g., Dennis Zachrisson, FiB-Kulturfront, No. 16, 1988 (Swedish); Claes— Adam Wachtmeister, Expressen, 26 September 1990 (Swedish); Sven öste, Dagens Nyheter, 23 September 1990 (Swedish).
3. ↑  Per Ahlmark, Vänstern och tyranniet — Det galna kvartsseklet (Stockholm: Timbro, 1994), p. 249 (Swedish).
4. ↑  Arab and Muslim Anti-Semitism in Sweden [Архівовано 3 липня 2010 у Wayback Machine.] by Mikael Tossavainen, Jewish Political Studies Review 17:3-4 (Fall 2005)
5. ↑  Факты вместо пропаганды. Архів оригіналу за 9 квітня 2017. Процитовано 21 вересня 2010. [Архівовано 2017-04-09 у Wayback Machine.]
6. ↑  Ревизионисты всех стран, объединяйтесь!. Архів оригіналу за 22 липня 2015. Процитовано 21 вересня 2010.
7. ↑  Особенности национального ревизионизма. Архів оригіналу за 31 січня 2011. Процитовано 21 вересня 2010. [Архівовано 2011-01-31 у Wayback Machine.]

## Відео
- Palestine : le système sioniste - Ahmed Rami (Radio Islam) (фр.)
- Ahmed Rami i debatt på Linköping Universitet
- Skeppsmassakern - Mohamed Omar & Ahmed Rami. Del 2 [Архівовано 12 жовтня 2016 у Wayback Machine.]
- La situation à Gaza - Ahmed Rami [Архівовано 8 жовтня 2016 у Wayback Machine.]
- Gaza: Crimes contre l'humanité - Ahmed Rami [Архівовано 20 жовтня 2020 у Wayback Machine.]
- La Révolution islamique - Ahmed rami
- La visite de M.Ahmadinejad en Syrie - Ahmed Rami [Архівовано 18 жовтня 2020 у Wayback Machine.]
- Moyen-Orient: les relations syro-libanaises - Ahmad Rami [Архівовано 6 жовтня 2020 у Wayback Machine.]
- Palestine-Al Qods: les juifs sionistes ont dépassé toutes les limites-Ahmed Rami